# Кулі Хішті
Кулі Хішті  — найбільша мечеть в Кабулі, Афганістан, розташована в центрі старого міста, легко впізнавана завдяки її великому синьому куполу.
Побудована наприкінці 18 століття, значною мірою відновлена за Захір Шаха наприкінці 1960-х.
Пошкоджена під час недавньої війни, але є однією з небагатьох будівель у регіоні, де зробили роботу з повного відновлення конструкцій.
Багато жителів Кабула стверджують, що імам цієї мечеті протягом багатьох років на початку 20 століття був англієць, який прийняв іслам, і що він повернувся до Англії після того, як відмовився від своєї посади в мечеті.